# André Jousseaume
André Jousseaume (Yvré-l'Évêque, 27 juli 1894- Chantilly, 26 mei 1960) was een Frans ruiter, die gespecialiseerd was in dressuur. Jousseaume maakte zijn debuut met een vijfde plaats individueel en de olympische titel in de landenwedstrijd tijdens de Olympische Zomerspelen 1932. Net als vier jaar eerder behaalde Jousseaume tijdens de Olympische Zomerspelen 1936 de vijfde plaats individueel en ditmaal slechts de zilveren medaille de landenwedstrijd. Jousseaume behaalde tijdens de Olympische Zomerspelen 1948 zijn beste prestatie individueel met een zilveren medaille en won hij met de Franse ploeg de gouden medaille na de diskwalificatie van de Zweedse ploeg. De Zweedse ploeg werd gediskwalificeerd omdat Gehnäll Persson geen officiersrang had tijdens de Olympische Zomerspelen 1948. Op de Olympische Zomerspelen 1952 behaalde Jousseaume de olympische bronzen medaille.

## Resultaten
- Olympische Zomerspelen 1932 in Los Angeles: 5e individueel dressuur met Sorelta
- Olympische Zomerspelen 1932 in Los Angeles:  landenwedstrijd dressuur met Sorelta
- Olympische Zomerspelen 1936 in Berlijn: 5e individueel dressuur met Favorite
- Olympische Zomerspelen 1936 in Berlijn:  landenwedstrijd dressuur met Favorite
- Olympische Zomerspelen 1948 in Londen:  individueel dressuur met Harpagon
- Olympische Zomerspelen 1948 in Londen:  landenwedstrijd dressuur met Harpagon
- Olympische Zomerspelen 1948 in Londen: uitgevallen individueel eventing met Gigolo
- Olympische Zomerspelen 1948 in Londen: uitgevallen landenwedstrijd eventing met Gigolo
- Olympische Zomerspelen 1952 in Helsinki:  individueel dressuur met Harpagon
- Olympische Zomerspelen 1952 in Helsinki: 4e landenwedstrijd dressuur met Harpagon
- Olympische Zomerspelen 1956 in Stockholm: 5e individueel dressuur met Harpagon
- Olympische Zomerspelen 1956 in Stockholm: 6e landenwedstrijd dressuur met Harpagon

1928: von Langen, Linkenbach, Lotzbeck ·
1932: Lesage, Marion, Jousseaume ·
1936: Pollay, Gerhard, Oppeln-Bronikowski ·
1948: Jousseaume, Saint-Fort Paillard, Buret ·
1952: Saint Cyr, Boltenstern, Persson ·
1956: Saint Cyr, Boltenstern, Persson ·
1964: Boldt, Klimke, Neckermann ·
1968: Neckermann, Klimke, Linsenhoff ·
1972: Petoesjkova, Kizimov, Kalita ·
1976: Boldt, Klimke, Grillo ·
1980: Kovsjov, Oegrjoemov, Misevitsj ·
1984: Klimke, Sauer, Krug ·
1988: Klimke, Linsenhoff, Theodorescu, Uphoff ·
1992: Balkenhol, Uphoff, Theodorescu, Werth ·
1996: Balkenhol, Schaudt, Theodorescu, Werth ·
2000: Werth, Capellmann, Salzgeber, Simons-de Ridder ·
2004: Kemmer, Schmidt, Schaudt, Salzgeber ·
2008: Kemmer, Capellmann, Werth ·
2012: Hester, Bechtolsheimer, Dujardin ·
2016: Rothenberger, Schneider, Bröring-Sprehe, Werth ·
2020: von Bredow-Werndl, Schneider, Werth ·
2024: Wandres, von Bredow-Werndl, Werth